# Cascades Andriamamovoka
Les cascades Andriamamovoka són unes cascades del centre de Madagascar.
Estan situades al riu Namorona, en la regió Vatovavy-Fitovinany, a prop del Parc Nacional de Ranomafana.